# ريشي (الهند)

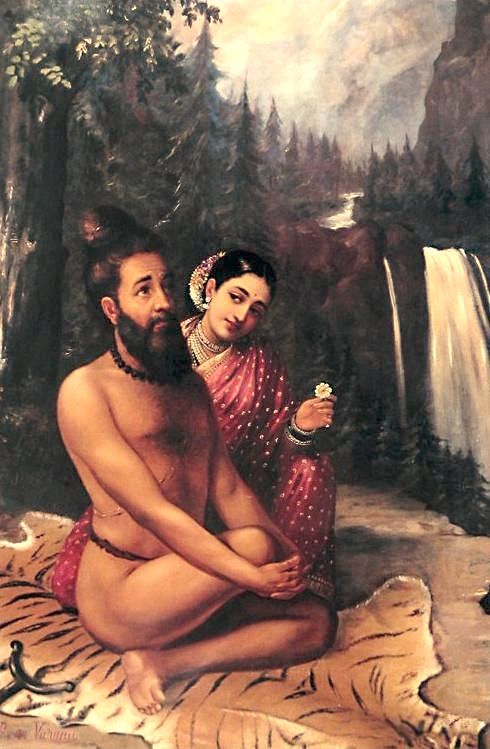
ريشي فيشفاميترا ، واحد من أكثر الحكماء احتراما وتقديرا في الهند القديمة. وفقًا للأساطير الهندوسية، فقد أخاف الآلهة وحاول أن يخلق جنة أخرى - غير أن الآلهة إندرا التي خافت من جبروته أرسلت ميناكا من السماء إلى الأرض لإغرائه وكسر تأمله.

ريشي (السنسكريتية: ऋषि IAST) هو مصطلح فيدي من الهند القديمة لشاعر استلهم تراتيله من الفيدا. تعتبر تقاليد الهندوسية ما بعد الفيدية أن الريشيين هم «يوغي Jogi» أو "sadhus" أو «الحكماء» الذين أدركوا بعد التأمل العميق (tapas) الحقيقة العليا والمعرفة الأبدية، التي نظموها لاحقاً في تراتيل.

## «عراف» الفيدا

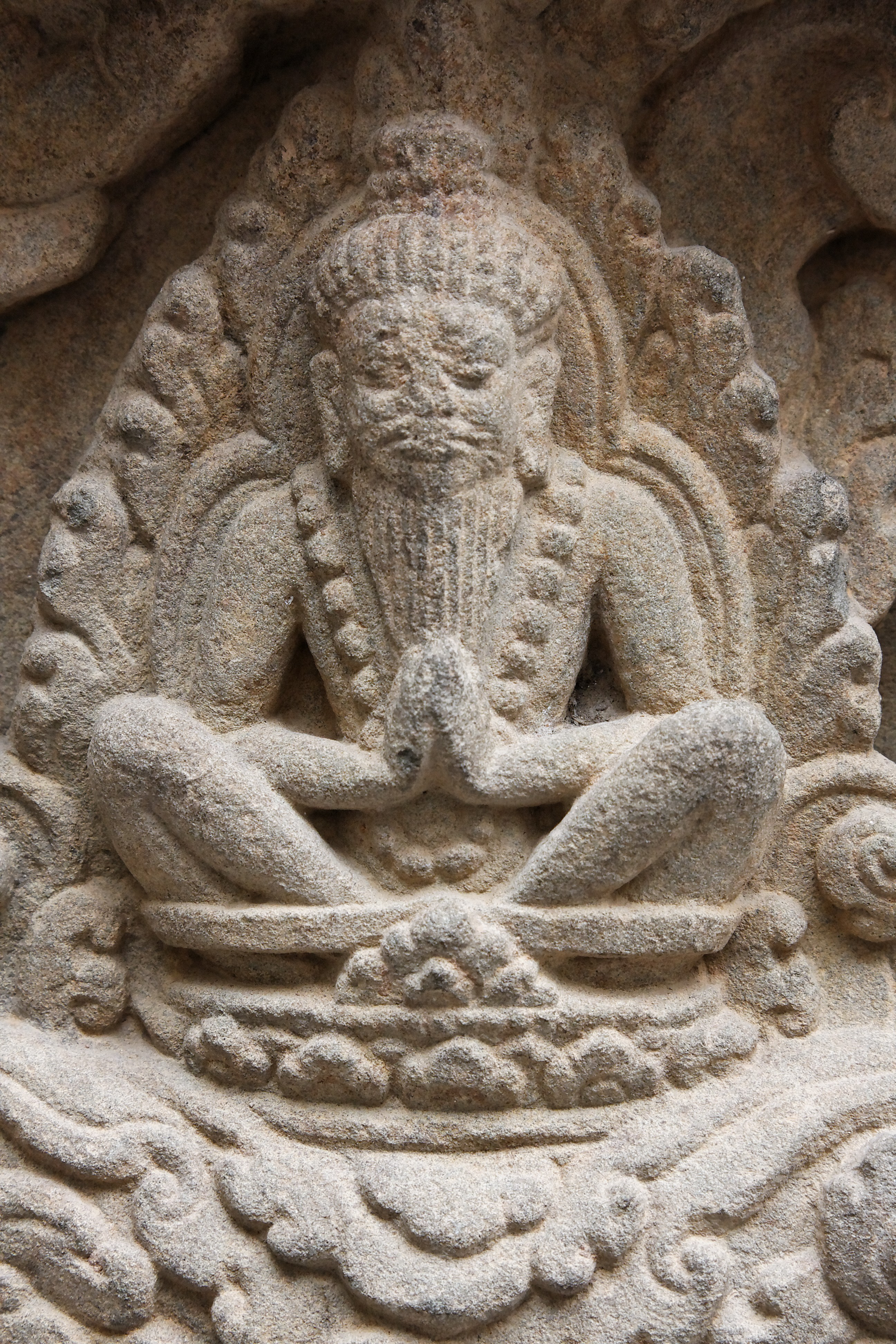
تمثال يجسد الريشي على جدار معبد.

في الفيدا، تشير الكلمة إلى شاعر استلهم التراتيل الفيدية. على وجه الخصوص، يشير Ṛṣi إلى مؤلفي تراتيل ريجفيدا.
تطلق تقاليد ما بعد الفيدية على الريشيين اسم «الحكماء» أو القديسين، الذين يمثلون طبقة مميزة من البشر ذوي قدسية خاصة في النظام الاسطوري القديم. تمييزاً لهم عن الأسوراس Asuras ، ديفاس والناس العاديين. وصف سوامي فيفيكاناندا «الريشيين» على أنهم مانترا دراشتاس أو «عرافوا الفكر»، حيث قال «لقد جاءت الحقيقة إلى الريشيين في الهند - المانترا دراشتاس - وسوف تأتي إلى جميع الريشيين في المستقبل، ليس للمتحدثين، ليس لبالعي الكتب، ليس للعلماء وليس للفلاسفة، ولكن فقط لعرافي الفكر».
من النساء الريشيكيات البارزات اللواتي ساهمن في تكوين النصوص الفيدية يذكر فيدا Rig Veda روماشا، لوبامودرا، أبالا، كادرو، فيسفافارا، غوشا، جوهو، فاجامبريني، بولومي، يامي، اندراني، سافيتري، وديفاني.

## اقرأ أيضاً
- ريشيكاس ريجفيدا